# Casimir von Arx (Politiker, 1852)
Casimir von Arx (* 30. Oktober 1852 in Olten; † 7. März 1931 ebenda, heimatberechtigt in Olten) war ein Schweizer Politiker und der erste Verwaltungsratspräsident der Schweizerischen Bundesbahnen.

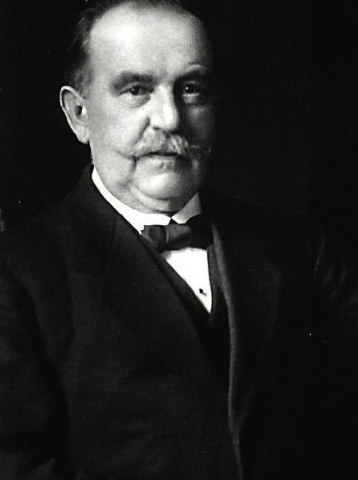
Casimir von Arx, 1917

## Biografie
Er war Sohn des Casimir von Arx, der in Olten als Wirt die «Krone» betrieb. Dieses Lokal war bis zur Eröffnung der Hauensteinlinie zugleich Pferdestation für Fuhren über den Hauenstein. Das heisst, hier konnten Pferde für die Passfahrt ausgeliehen werden, die dann als Vorspann das Fuhrwerk über den Pass zogen. Der Wirt übernahm mit der Eröffnung der Hauensteinlinie durch die Schweizerische Centralbahn die Leitung der Güterexpedition in Olten. Später, als diese mit dem Personenbahnhof verschmolzen wurde, wurde er der erste Bahnhofsinspektor des Bahnhofs Olten. Der Vater verstarb früh. Casimir musste nun für die Familie sorgen und brach seine in Les Verrières begonnene Banklehre ab. Vorher hatte er schon die Industrieschule in Neuchâtel absolviert. Da Casimir sehr gut französisch sprach, nahm er als Kaufmann Handelsbeziehungen mit Geschäftsleuten in frankophonen Ländern auf. So importierte er unter anderem Schiefer und glasierte Ziegel aus Belgien in die Schweiz. Den Transport der Handelswaren organisierte er mit verschiedenen Eisenbahngesellschaften.
Von Arx interessierte sich auch für die sozialen Probleme, was ihn zu einem Gründungsmitglied der Freisinnig-Demokratischen Partei (FDP) machte, die 1894 im Bahnhofbuffet Olten gegründet wurde. Er sass von 1881 bis 1922 im Kantonsrat von Solothurn und von 1887 bis 1922 im Ständerat (im zweiten Halbjahr 1902 als Präsident), von 1890 bis 1902 war er ausserdem Stadtammann von Olten. Von Arx galt als Finanzfachmann, er forderte 1902 eine zentrale Notenbank und befürwortete die Verstaatlichung der Schweizer Bahnen.
Er war auch Gründungsmitglied und Mitinitiator der Ersparniskasse Olten und des Elektrizitätswerks Olten-Aarburg (EWOA). Aus letzterem ist über die Atel Holding die Alpiq Holding hervorgegangen. Von 1892 bis 1894 war er Präsident des Verwaltungsrats der Eidgenössischen Bank (private Bank, 1945 von der Schweizerischen Bankgesellschaft übernommen). Als Ständerat wurde er 1900 vom Bundesrat in den Verwaltungsrat der eben gegründeten Schweizerischen Bundesbahnen berufen und an der ersten Sitzung am 24. Oktober 1900 sogleich zum Präsidenten bestimmt. Dieses Amt hatte er bis Ende 1923 inne. 1886 wurde auf seine Motion hin die Solothurner Kantonalbank gegründet, der er von 1887 bis 1929 als Bankratspräsident auch vorstand.
Im privaten Leben heiratete er 1882 Bertha Brunner, die Tochter des Oltner Amtsschreibers Ferdinand Brunner, eine andersgläubige aus der Ostschweiz, die ihn nach einem Unfall gepflegt hatte. Aus der Ehe gingen mehrere Kinder hervor.
Casimir von Arx starb 1931 im Alter von 78 Jahren.